# 明水满族乡
明水满族乡是中华人民共和国辽宁省葫芦岛市绥中县下辖的一个民族乡。

## 行政区划
明水满族乡下辖以下村级行政区划单位：
明水村、平河子村、东洼子村、张富村、姚家沟村、四间房村、祝家沟村和小杨树村。